# Jan Jangö
Jan Anders Folke Jangö, född 13 mars 1921 i Stockholm, död 20 januari 2007 i Skarpnäcks församling, Stockholm, var en svensk tidskriftsredaktör, fackboksförfattare och spelkonstruktör.
Efter studentexamen 1941 var Jangö chefredaktör vid Åhlén & Åkerlunds förlag 1944–47, frilans 1948–53 och blev redaktionschef hos Alfa-Laval 1953. Han var redaktör för tidskrifterna Hobbyfolk 1949–51 och Allt om Hobby 1966–85. Han författade också en lång rad faktaböcker, främst inom teknisk hobby, men i början även en del resehandböcker m.m., då ofta tillsammans med hustrun Marianne (1923–2019). Bland hans sällskapsspel märks särskilt galoppspelet Jägersro.
Jan Jangö är begravd på Skogskyrkogården i Stockholm.